# Напланум
Напланум — вождь одного з аморейських племен, засновник і перший правитель Ларси.

## Правління
Відповідно до однієї з версій Напланум був простим царським чиновником, який перебував на службі у Іббі-Сіна та з якоїсь причини потрапив до списку царів Ларси. Тож, імовірно, він був пращуром пізніших царів Ларси, від якого вони вели своє походження, а сам він ніколи не правив Ларсою.